# 青い栞
「青い栞」（あおいしおり）は、Galileo Galileiの4thシングル。

## 解説
初回盤は、「あの花オープニングムービー絵コンテ」と「特製アメラブくん栞」が封入された。なお公式サイトでは、『あの日見た花の名前を僕達はまだ知らない。』の舞台である秩父市で撮影されたPVが6月22日まで公開された。
本作でシングル作品として初、活動終了まで唯一となるオリコントップ10入りを果たした。
2023年3月31日、『THE FIRST TAKE』に初出演し、『あの日見た花の名前を僕達はまだ知らない。』でめんま役を担当していた茅野愛衣をゲストに迎え、本楽曲が披露され、同年4月15日にデジタルシングルとして配信リリースされた。

## 制作

### 青い栞
「青い栞」は、フジテレビ・ノイタミナ枠アニメ、及びSPドラマ『あの日見た花の名前を僕達はまだ知らない。』の オープニングテーマとして書き下ろされた。
尾崎雄貴はmFoundとのインタビューの中で、これまでのタイアップは何度か修正があった一方、今回は『あの日見た花の名前を僕達はまだ知らない。』の監督がバンドのファンだったこともあり、ワンコーラス分のメロディを提出した時点でよい反応を得られたと話している。
イントロからAメロにかけてカリンバが使用されている。ただし、カリンバの音はそのままだと民族的な音になってしまうため、コンピュータによる加工が行われた。

### SGP
仮タイトルは「スーパーゴールデンフェニックス」だったらしく、タイトルはその頭文字になっている。
尾崎和樹が初めて作曲を担当した。元々は歌詞も和樹が考えていたが、メンバー曰く完成した歌詞が「気持ち悪い」ものであったため（本人も後で読み返したところ気持ち悪さに気がついたとのこと）、作詞は雄貴が担当した。

### スワン
雄貴はインタビューの中で、「スワン」が恋愛を主題としたわけではないとしつつも、「青い栞」と表裏一体であると述べている。

## 収録曲
全作詞：尾崎雄貴、全編曲：Galileo Galilei
1. 青い栞 - 5:39
作曲：尾崎雄貴
フジテレビ・ノイタミナ、SPドラマ『あの日見た花の名前を僕達はまだ知らない。』 オープニングテーマ。
MUSIC ON! TV 「ANIME☆ON!」6月度 エンディングテーマ
2. SGP - 4:48
作曲：尾崎和樹
3. スワン - 6:12
作曲：尾崎雄貴
「青い栞」とともにアルバム『PORTAL』に収録されている。

## 収録アルバム
| 曲名   | アルバム | 発売日        | 備考           |
| ------ | -------- | ------------- | -------------- |
| 青い栞 | PORTAL   | 2012年1月25日 | 2ndアルバム    |
| 青い栞 | 車輪の軸 | 2016年6月15日 | ベストアルバム |
| スワン | PORTAL   | 2012年1月25日 |                |

## カバー
青い栞
- 虹河ラキ - 2019年4月24日発売（3月1日先行配信）のカバーアルバム『IMAGINATION vol.1』にてカバー。
- Afterglow［美竹蘭（佐倉綾音）］ - 2019年7月13日にゲーム『バンドリ! ガールズバンドパーティ!』に追加収録。
- Argonavis - [ 桔梗凛生（森嶋秀太）] - 『Argonavis 0-1st LIVE -始動-』などで披露。